# اولکساندرا کونونوا
اولکساندرا کونونوا (اوکراینی: Олександра Миколаївна Кононова؛ زادهٔ ۲۷ فوریهٔ ۱۹۹۱) ورزشکار دوگانه اهل اوکراین است.